# 셰인 카윈
셰인 카윈(Shane Bannister Carwin)은 미국의 종합격투기 선수다.

## 종합격투기 경력
2008년 5월 UFC 84를 통해 메이저 무대에 입성, 상대였던 크리스천 웰리치의 마우스피스를 날려버리며 44초만에 화려한 실신 KO승을 거두었다.
2008년 10월 UFC 89에서 만난 닐 웨인 역시 1분 31초만에 파운딩으로 가볍게 때려잡았다.
2009년 3월 UFC 96에서는 UFC의 간판 미들 컨텐더인 가브리엘 곤자가와 일전을 가졌다. 초반 3차례나 턱이 돌아가는 유효타를 맞았다. 이어 테이크다운마저 허용하는 등 위기에 빠졌으나, 곧 데미지를 회복하고 괴력으로 일어섰다. 클린치가 풀리는 순간 곤자가의 턱에 원투가 들어갔고 두번째에 적중한 라이트에 의해 그대로 다운, 레프리 스톱에 의한 TKO승이 선언되었다.

2010년 3월 UFC 111에서는 UFC 10대 헤비급 챔피언이자 3대 헤비급 잠정 챔피언인 프랭크 미어와 잠정 타이틀 매치를 가졌다. 이날 계체량은 같은 120kg으로 나왔지만 '내추럴 헤비급'인 카윈은 힘에서 절대적인 우위를 발휘하며 클린치로 미어를 케이지 구석으로 몰아넣고 철저히 압박했다. 결국 클린치 상황의 근거리에서 레프트 훅에 이은 레프트 어퍼컷, 이어지는 파운딩으로 미어를 실신 KO시키며 UFC 헤비급 잠정 챔피언에 올랐다. 동시에 이 대회의 KO of The Night 보너스도 탔다.
2010년 7월 UFC 116에서는 드디어 질병에서 회복한 챔피언 브록 레스너와 통합 타이틀전을 벌이게 되었다. 카윈은 1라운드 기습적인 레프트 어퍼를 성공시키며 주도권을 확실히 빼앗았고 이후 펀치러쉬로 레스너를 다운시키는데 성공한다. 쓰러진 레스너에게 무지막지한 핵파운딩을 소나기처럼 퍼부었고 엘보우로 이마에 컷을 만들며 레스너의 얼굴을 피로 물들였다. 레스너는 하위에서 별다른 움직임도 보이지 못한 채 안면가드만을 유지하고 있을 뿐이었다. 그런데 끝내 레스너는 쓰러지지 않았다. 이 와중에 수십번의 펀치를 허용한 레스너였으나, 레프리는 스탑을 선언하지 않았고 시합은 2라운드로 넘어가게 되었다.
카윈은 1라운드 폭딜로 인해 체력을 지나치게 소모했고 2라운드 레스너에게 카운터 더블렉 테이크다운을 허용하였다. 거의 탈진 직전의 카윈은 빠져나오지 못하고, 레스너의 이어진 암 트라이앵글 초크에 탭을 치고 말았다. 그야말로 충격적인 결말. 경기 이후 레스너는 자신의 맷집을 과시하는듯 케이지 위에 올라타 자신의 턱을 쳤다.
2011년 6월 UFC 131에서 게실염이 재발한 레스너의 대타로 주니오르 도스 산토스와 대결했다. 카윈은 레슬링을 활용하는 전략을 들고 나왔으나 너무 멀리서 시도하는 바람에 태클이 모두 막히고 클린치에서도 이렇다할 우세를 잡지 못했다. 오히려 스탠딩의 잽 싸움에서 완전히 밀리며 관광패를 당했다. 그래도 대단한 점이 있었다면, 1라운드에 거의 스탑을 선언했어도 무방한 TKO 위기를 넘기고 3라운드 판정까지 간 체력과 경기 막판 산토스에게 테이크다운을 당할 때 시도했던 위협적인 길로틴 초크 그립 정도다.
이후 은퇴를 선언했다.